# Пампанган
Пампанган (пампанго, капампанган, исп. pampangos, pampangueños) — народ на Филиппинах численностью 2,89 млн чел, восьмой по численности в стране. Пампанган происходят от австронезийских переселенцев на Филиппины.
Населяют юго-запад и центр острова Лусон, в основном провинции Пампанго и Тарлак, где составляют самую большую этническую группу. Живут также в провинциях Нуэва-Эсиха, Батаан, Булакан и Самбалес.

## Язык
Язык — пампанган (капампанганский, также пампанга, пампанго, капампанган), центральнолусонской ветви западно-австронезийской группы австронезийских языков (по одной из классификаций). Письменность на основе латиницы. Имеется литературная традиция, существовала древняя литература.

## История расселения
Начало расселения пампанган на Филиппинах относят к ΙΧ—X векам. Перед колонизацией испанцами Филиппин в конце XVI века, пампанган составляли большую часть населения известного по китайским источникам государства, условно называемого Королевство Лусон (кит. 呂宋國) и были известны как купцы и мореплаватели. В XVI веке общество пампанган представляло собой традиционную для Юго-Восточной Азии картину: небольшие общины. состоящие в основном из представителей одного и того же клана, и управляемые советом старейшин. Наиболее известными и успешными из этих общин стали государства Тунгдо (кит. 東都) и Бетис.
Главными занятиями пампанган были земледелие и рыболовство, но в XVI веке наибольшие доходы приносили торговля с Китаем и пиратство. Кампанган также были наёмниками в армиях различных правителей Юго-Восточной Азии. В 1500 году Королевство Бруней завоевало лусон, бывший к тому времени важнейшим центром китайской торговли, и основало Манилу.
Контакты с европейцами и христианизация монахами-доминиканцами произошли в XVI веке.

## Культура
Блюда кухни пампанган (капампанган) считаются одними из самых утончённых на Филиппинах. Многие из них распространились и в кухнях других филиппинских народов.
Большинство пампанган являются глубоко верующими католиками. В каждом городе провинции Пампанга есть по меньшей мере одна церковь и несколько капелл (часовен), всего 26 церквей. Религиозные праздники сопровождаются шествиями, театрализованными представлениями и танцами. Известен Рождественский праздник фонарей в Сан-Фернандо. Часть пампанган является протестантами, увеличивается количество индуистов. Из традиционных верований сохраняются вера в духов (анито), магию, использование амулетов (антинг-антинг).
Фольклор пампанган — сказки, мифы, пословицы. Под испанским влиянием возникли смешанные формы музыкального и танцевального творчества — серенада, романс, фанданго. С начала XX века распространилась сарсуэла — музыкальная комедия или оперетта, патриотического содержания, на языке пампанган. Имеется традиционный музыкальный духовой инструмент — пасийок, который изготовляют из листа пальмы.